# Ferhat Bıkmaz
Ferhat Bıkmaz (* 6. Juli 1988 in Hannover) ist ein deutsch-türkischer Fußballspieler.

## Karriere

### Im Verein
Der defensive Mittelfeldspieler wechselte 2002 vom TuS Marathon Hannover in die Jugendabteilung von Hannover 96. Dort stand er ab der Saison 2006/07 im erweiterten Profikader, kam aber zunächst in der zweiten Mannschaft des Klubs in der Fußball-Oberliga Nord zum Einsatz. Seinen bislang einzigen Bundesligaeinsatz absolvierte Bıkmaz am 9. März 2008 im Auswärtsspiel gegen Bayer Leverkusen, als er in der 76. Minute für den verletzten Michael Tarnat eingewechselt wurde. Zur Saison 2009/2010 wechselte er zu Sivasspor in die Süper Lig. Er verließ den Verein im Juni 2011. Zur Saison 2012/13 wechselte er zum Erstligisten Akhisar Belediyespor. Zur Saison 2013/14 schloss er sich dem Nord-Regionalligisten TSV Havelse an. Im Sommer 2014 wechselte Bıkmaz zum OSV Hannover in die Landesliga Hannover. Nach drei Jahren wechselte er zum Ligarivalen Hannoverscher SC, den er mit 16 Saisontoren zur Landesligameisterschaft und zum Aufstieg in die Oberliga schoss.

### Nationalmannschaft
Bei der U-17-Fußball-Europameisterschaft 2005 gewann er mit der türkischen Auswahl den Titel.